# Glogonj
Glogonj (en serbe cyrillique : Глогоњ ; en hongrois : Galagonyás) est une localité de Serbie située dans la province autonome de Voïvodine et sur le territoire de la Ville de Pančevo, district du Banat méridional. Au recensement de 2011, elle comptait 3 001 habitants.
Glogonj est officiellement classé parmi les villages de Serbie.

## Histoire
Glogonj est mentionné pour la première fois en 1586[Où ?].
Depuis la fin de l'occupation ottomane (Traité de Passarowitz en 1718) jusqu'en 1918, le Banat fait partie de la monarchie autrichienne (empire d'Autriche), en 1850 aux Confins militaires; après le compromis de 1867, dans la Transleithanie, au Royaume de Hongrie, en 1871.

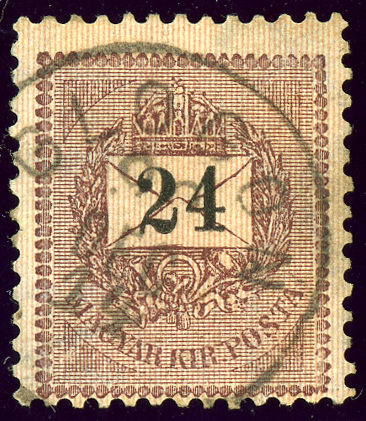
GLOGONJ dans le Royaume de Hongrie en 1890

## Démographie

### Évolution historique de la population
| 1948  | 1953  | 1961  | 1971  | 1981  | 1991  | 2002  | 2011  |
| ----- | ----- | ----- | ----- | ----- | ----- | ----- | ----- |
| 3 678 | 3 175 | 3 230 | 3 257 | 3 605 | 3 475 | 3 178 | 3 001 |

|  |